# کوچه والمان
کوچه والمان( خیابان والمان)، یکی از کوچه‌های تبریز است که در محله لیلاوا(لیل آباد)؛یا شریعتی جنوبی امروزی واقع شده است. قبل از اینکه در سال ۱۳۲۹ شمسی، خیابان شهناز سابق احداث شود، این کوچه گذرگاه عبوری اهالی بارون آواک و لیلاوا به طرف چرنداب و ارتش جنوبی، بازارچه ارک، میارمیار و بازار بوده و هست.
از امکانات و ساختمان های معروف در این خیابان می توان به ساختمان مخابرات شهید قندی ، دبستان قرآنی نصر (نور سیدالشهدا سابق) در آن اشاره کرد.
از قدیمی ترین و معروف ترین خانواده های ساکن در این محله خانواده های حاجبی و بیدار طبعی می باشند.

## وجه تسمیه
این کوچه را به نام یک کشیش و پزشک آمریکایی به اسم دکتر «ساموئل والمان» که ریش سفید و بزرگ آمریکاییان در تبریز بود، «کوچه والمان» نامیدند. خانه و بیمارستان او در همین کوچه در حال حاضر اداره مخابرات و خانه‌های مسکونی است. این شخص در سال ۱۹۰۵ میلادی به ایران آمد و علاوه بر شغل طبابت در این شهر به تبلیغ دین مسیح نیز پرداخت. دکتر والمان، خود کشیشی از فرقهٔ پروتستان آمریکا بود و در کنار مدیریت بیمارستان کوچک در تبریز در کلیسای انجیلی به عنوان مبشر دین مسیح فعالیت داشت. ساختمان بیمارستان خصوصی دکتر والمان بعداً به یک مدرسه ابتدایی به نام نور تبدیل شد که چسبیده به محوطهٔ باغ کلیسای پروتستان انجیلی بود که بعداً همین مدرسه در ضلع غربی کوچهٔ والمان نوسازی و به نام نور سیدالشهداء نامیده شد. در این کوچه باشگاه ورزشی جوانان ارامنه به نام آرارات تبریز نیز وجود دارد.
در سراسر ضلع جنوبی این کوچه مدرسهٔ آمریکایی مموریال اسکول (مدرسه یادگار) در ایام قبل از انقلاب مشروطه احداث شده بود و پس از وضع قانون انحلال مدارس خارجی در زمان پهلوی اول، مدرسه مموریال اسکول به اداره کل فرهنگ آذربایجان واگذار شد و به نام دبیرستان دخترانه پروین و میدان ورزشی مموریال مشهور گشت. در حال حاضر بخشی از کوی والمان به کلیسای مسیحی انجیلی اختصاص دارد.
این کلیسا در سال ۱۹۵۷ میلادی ساخته شده است. کلیسای قدیم انجیلیان در کوچهٔ میارمیار بود که موقع احداث خیابان شهناز شمالی سابق تخریب شده و در حیاط آن سینما و هتل آسیا ساخته شد و آن کلیسای قدیمی به کوی والمان انتقال یافت. در حال حاضر در قسمتی از محوطه شرقی کلیسا، ساختمان قدیمی مطب و منزل دکتر والمان وجود دارد. آسوری‌های مقیم تبریز در این کلیسا مراسم مذهبی خاصی را به زبان آسوری، انگلیسی یا فارسی برگزار می‌کنند.